# Мови в Інтернеті
Найпоширенішою мовою в інтернеті є англійська, на яку припадає понад половина найвідвідуваніших вебсайтів. Інші найпопулярніші мови інтернету — китайська, іспанська, російська, перська, французька, німецька, японська. Українська мова за більшістю показників популярності в інтернеті стоїть в кінці другого десятку.
З понад 7000 відомих мов лише кілька сотень визнано такими, що використовуються для інтернет-сторінок.

## Історія
У звіті ЮНЕСКО за результатами моніторингу мов вебсайтів протягом 12 років, з 1996 по 2008 рік, виявлено постійне щорічне зниження відсотка сторінок англійською мовою з 75 відсотків у 1998 році до 45 відсотків у 2005 році.
Кількість неангломовних вебсторінок стрімко збільшується. Використання англійської мови в інтернеті з 2001 по 2011 рік зросло приблизно на 281 %, що є нижчим темпом зростання, ніж для іспанської (743 %), китайської (1277 %), російської (1826 %) та арабської (2501 %) мов.

## Статистика використання мов контенту для вебсайтів
W3Techs серед 10 мільйонів найпопулярніших вебсайтів підрахувала відсоток тих, які використовують різні мови станом на 18 березня 2025 року:
| Місце | Мова          | 15 травня 2023, % | 18 березня 2025, % |
| ----- | ------------- | ----------------- | ------------------ |
| 1     | англійська    | 55,5              | 49,1               |
| 2     | іспанська     | 5,0               | 6,0                |
| 3     | німецька      | 4,3               | 5,8                |
| 4     | японська      | 3,7               | 5,1                |
| 5     | французька    | 4,4               | 4,5                |
| 6     | португальська | 2,4               | 3,9                |
| 7     | російська     | 4,9               | 3,8                |
| 8     | італійська    | 1,9               | 2,8                |
| 9     | нідерландська | 1,5               | 2,2                |
| 10    | польська      | 1,4               | 1,8                |
| 11    | турецька      | 2,3               | 1,7                |
| 12    | перська       | 1,8               | 1,2                |
| 13    | китайська     | 1,4               | 1,1                |
| 14    | в'єтнамська   | 1,3               | 1,1                |
| 15    | індонезійська | 0,7               | 1,1                |
| 16    | чеська        | 0,7               | 1,0                |
| 17    | корейська     | 0,7               | 0,8                |
| 18    | українська    | 0,6               | 0,6                |
| 19    | угорська      | 0,4               | 0,6                |
| 20    | шведська      | 0,5               | 0,5                |
| 21    | арабська      | 0,7               | 0,5                |
| 22    | румунська     | 0,4               | 0,5                |
| 23    | грецька       | 0,5               | 0,5                |
| 24    | іврит         | 0,5               | 0,4                |
| 25    | данська       | 0,3               | 0,4                |
| 26    | фінська       | 0,3               | 0,4                |
| 27    | словацька     | 0,3               | 0,4                |
| 28    | тайська       | 0,4               | 0,3                |
| 29    | болгарська    | 0,2               | 0,3                |
| 30    | сербська      | 0,3               | 0,2                |
| 31    | хорватська    | 0,2               | 0,2                |
| 32    | литовська     | 0,1               | 0,2                |
| 33    | норвезька     | 0,1               | 0,2                |
| 34    | словенська    | 0,1               | 0,1                |
| 35    | каталанська   | 0,1               | 0,1                |
| 36    | естонська     | 0,1               | 0,1                |
| 37    | норвезька     | 0,1               | 0,1                |
| 38    | латиська      | 0,1               | 0,1                |

Решту мов використовують менш ніж на 0,1 % вебсайтів. З урахуванням всіх мов сума відсотків може не дорівнювати 100 %, оскільки деякі вебсайти містять вміст кількома мовами.
Дані дослідження W3Techs ґрунтуються на одному мільйоні найбільш відвідуваних вебсайтів (тобто приблизно 0,27 відсотка всіх вебсайтів згідно з даними за грудень 2011) згідно з рейтингом Alexa.com, а мова в більшості випадків визначається лише за домашньою сторінкою сайтів (наприклад, уся Вікіпедія визначається за мовою на сторінці http://www.wikipedia.org). Як наслідок, числа показують значно вищий відсоток для деяких мов (особливо для англійської) порівняно з числами для всіх вебсайтів. Для всіх вебсайтів оцінки поширеності англійської мови коливаються від 20 до 50 %.

## Найуживаніші в інтернеті абетки
| # | Сценарій            | %    |
| - | ------------------- | ---- |
| 1 | латиниця            | 85,2 |
| 2 | хірагана            | 5,1  |
| 3 | кирилиця            | 4,8  |
| 4 | арабська            | 1,7  |
| 5 | китайські ієрогліфи | 1,2  |
| 6 | хангиль             | 0,8  |
| 7 | грецька             | 0,5  |
| 8 | іврит               | 0,4  |
| 9 | тайська             | 0,3  |

## Мови YouTube
З 250 найпопулярніших каналів YouTube 66 % контенту представлено англійською, 15 % іспанською, 7 % португальською, 5 % хінді та 2 % корейською мовами, натомість інші мови становлять 5 %. YouTube доступний понад 80 мовами з більш ніж сотнею різних місцевих версій. З тих популярних каналів YouTube, які опублікували відео в перший тиждень 2019 року, трохи більше половини містили хоч якийсь неангломовний вміст.

## Користувачі інтернету за мовою
Оцінки InternetWorldStats для кількості користувачів інтернету за мовами станом на 31 березня 2020 року:
| Місце  | Мова                  | Кількість користувачів | Відсоток |
| ------ | --------------------- | ---------------------- | -------- |
| 1      | англійська            | 1 186 451 052          | 25,9     |
| 2      | китайська             | 888 453 068            | 19,4     |
| 3      | іспанська             | 363 684 593            | 7,9      |
| 4      | арабська              | 237 418 349            | 5,2      |
| 5      | індонезійська         | 198 029 815            | 4,3      |
| 6      | португальська         | 171 750 818            | 3,7      |
| 7      | французька            | 144 695 288            | 3,3      |
| 8      | японська              | 118 626 672            | 2,6      |
| 9      | російська             | 116 353 942            | 2,5      |
| 10     | німецька              | 92 525 427             | 2,0      |
| 1–10   | 10 найпоширеніших мов | 3 525 027 347          | 76,9     |
| —      | решта мов             | 1 060 551 371          | 23,1     |
| Всього |                       | 4 585 578 718          | 100      |

## Популярність різних мовних розділів Вікіпедії

Найпопулярніші мовні розділи Вікіпедії для кожної країни станом на грудень 2022 року

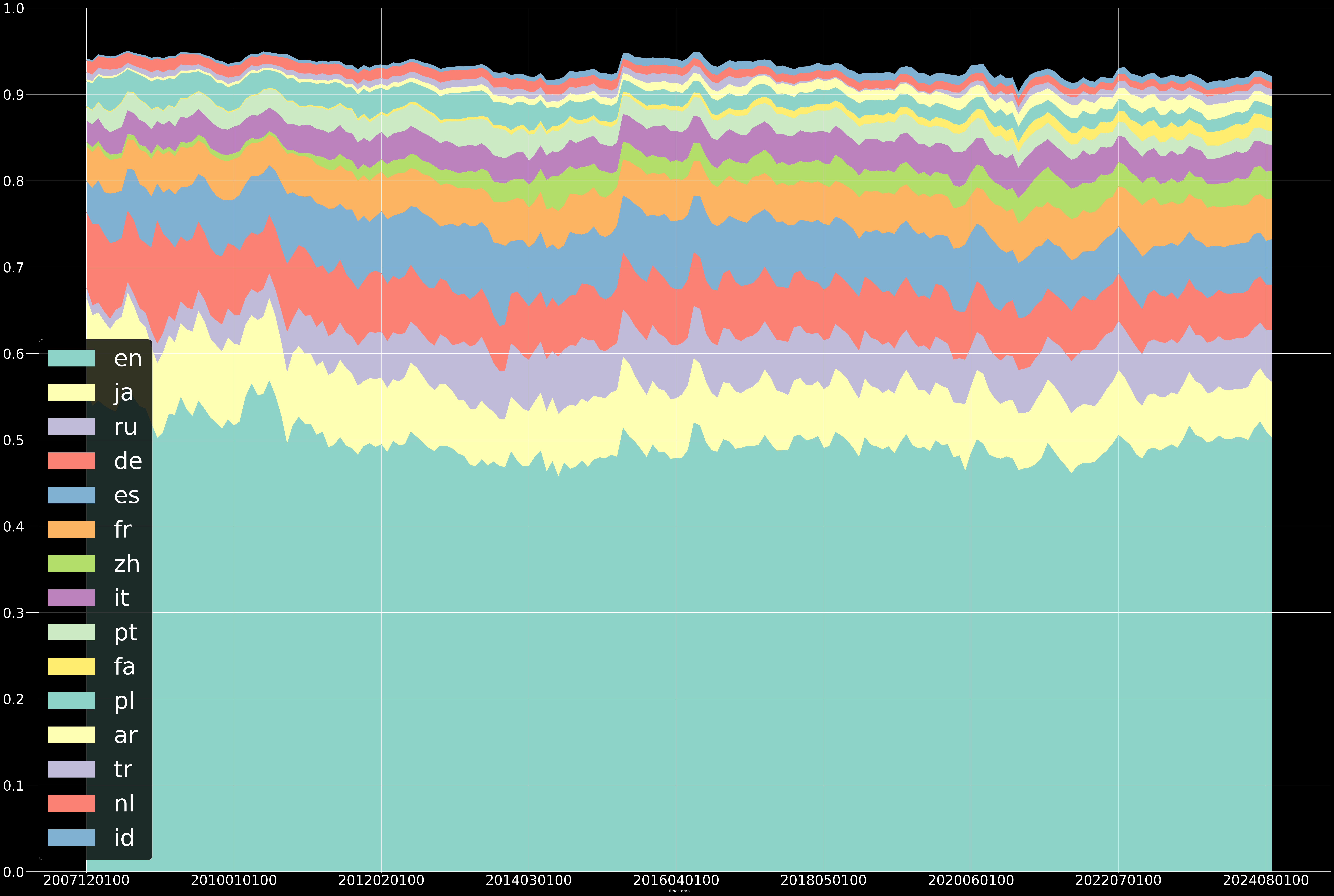
Найпопулярніші мовні розділи Вікіпедії за часом

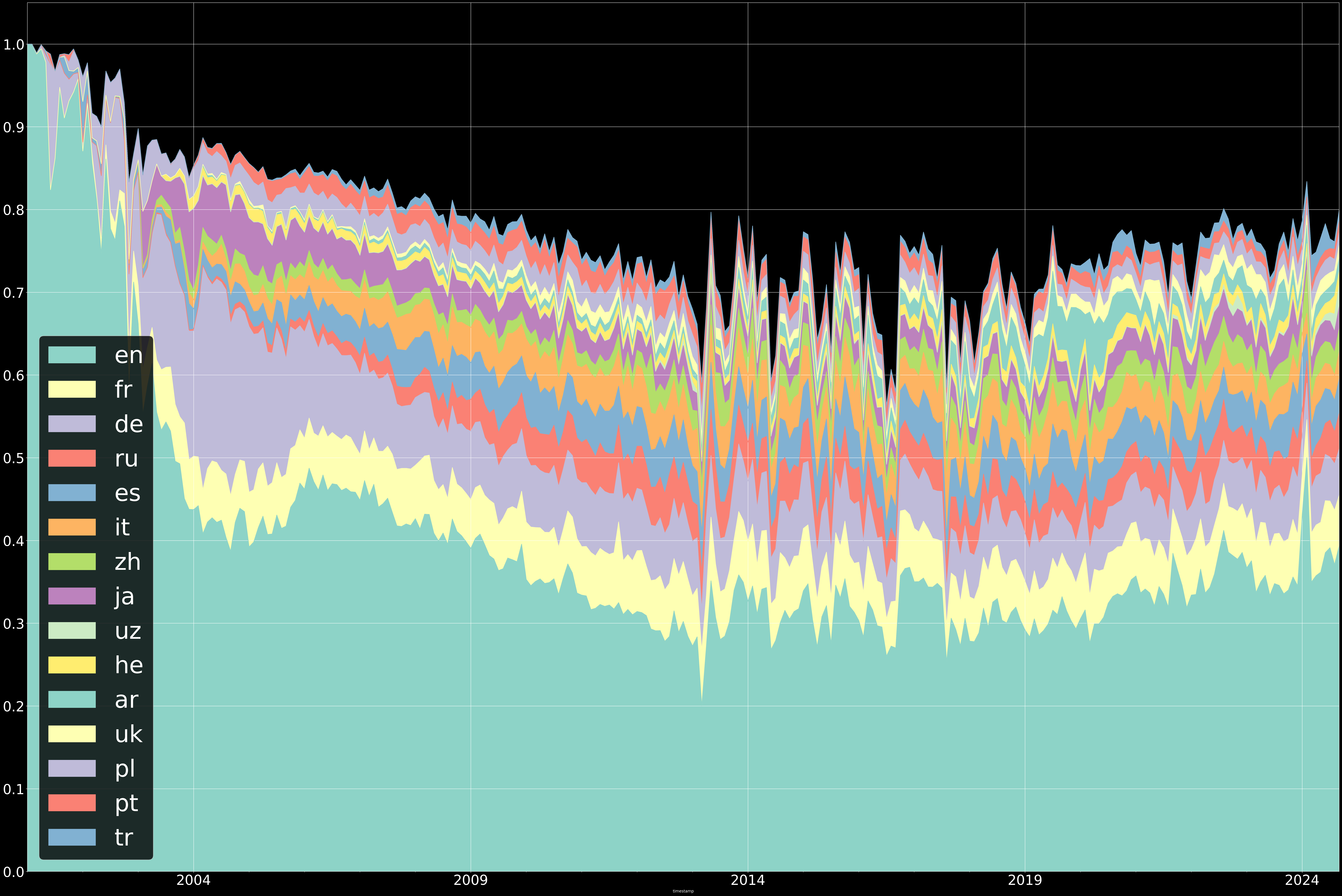
Найбільш редаговані мовні розділи Вікіпедії за часом

API Wikimedia Analytics надає актуальні дані про перегляди сторінок і редагування сторінок для всіх мовних версій Вікіпедії.
| Місце | Розділ Вікіпедії | Кількість переглядів сторінок людьми на день (з 08.10.2023 по 08.10.2024) |
| ----- | ---------------- | ------------------------------------------------------------------------- |
| 1     | англійська       | 253 610 218                                                               |
| 2     | японська         | 29 741 657                                                                |
| 3     | російська        | 29 008 708                                                                |
| 4     | іспанська        | 27 436 473                                                                |
| 5     | німецька         | 26 790 751                                                                |
| 6     | французька       | 22 913 851                                                                |
| 7     | італійська       | 15 306 223                                                                |
| 8     | китайський       | 14 975 873                                                                |
| 9     | перська          | 8 148 931                                                                 |
| 10    | португальська    | 7 813 004                                                                 |
| 11    | польська         | 7 151 202                                                                 |
| 12    | арабська         | 7 135 389                                                                 |
| 13    | турецька         | 4 825 138                                                                 |
| 14    | індонезійська    | 3 976 393                                                                 |
| 15    | нідерландська    | 3 934 187                                                                 |